# Neodolichomitra gigantea
Neodolichomitra gigantea là một loài Rêu trong họ Hylocomiaceae. Loài này được Nog. mô tả khoa học đầu tiên năm 1937.